# دادور
دادور (پارسی میانه: Dādwar) عنوانی در شاهنشاهی ساسانی بود که هم‌ارز یک قاضی است که به عنوان جانشین موبد پرونده‌های مدنی را در سطح منطقه ارزیابی می‌کرد. عنوان (هم) شهر دادور ((ham)shahr dadwar) به رئیس نظام دادگستری گفته می‌شد.